# Stazione di Rionero-Atella-Ripacandida
La stazione di Rionero-Atella-Ripacandida è la stazione ferroviaria a servizio dei comuni di Rionero in Vulture, Atella (a 6 km) e Ripacandida (a 7 km). La stazione è ubicata lungo la ferrovia Foggia-Potenza.

## Strutture e impianti
La stazione dispone di un fabbricato viaggiatori, che ospita, la sala d'attesa, i servizi igienici, il bar, il ristorante ed un teatro.
Dal 2017 è dotata di due binari passanti utilizzati per il servizio viaggiatori.

## Movimento
Nella stazione fermano tutti i treni regionali per Foggia, Potenza e Melfi.

## Servizi
La stazione dispone di:
- Servizi igienici
- Bar
- Biglietteria a sportello e automatica
- Edicola
- Fermata autobus
- Fermata autolinee urbane e interurbane
- Annuncio sonoro arrivo e partenza treni